# Aeroportul Nosara
Aeroportul Nosara (IATA: NOB, ICAO: MRNS) este un aeroport din Provincia Guanacaste, Costa Rica ce deservește zona Nosara⁠(d). A fost numit după zona deservită.
Situat la o altitudine de 14 m, aeroportul dispune de o singură pistă.